# Rediff.com
Rediff.com (стилізований як rediff.com) — індійський новинний, інформаційний, розважальний і торговий вебпортал. Заснований у 1996 році. Штаб-квартира компанії розташована в Мумбаї, а офіси — в Бангалорі, Нью-Делі та Нью-Йорку.
Станом на 2009 рік у ньому працювало понад 300 співробітників. Це один з найперших вебпорталів та провайдерів електронної пошти в Індії. Коли його засновник Аджит Балакрішнан запустив Rediff на NeT, інтернету в країні було лише п'ять місяців, і він налічував близько 18 000 користувачів.

## Історія
Домен Rediff.com був зареєстрований в Індії в 1996 році Перші продукти включали службу електронної пошти Rediffmail і Rediff Shopping, онлайн-ринок, що продає електроніку та периферійні пристрої.
У 2001 році Rediff.com був звинувачений у порушенні Закону про цінні папери 1933 року через подання суттєво неправдивого проспекту щодо IPO своїх американських депозитарних акцій. Справа була вирішена мировою угодою у 2009 році
У квітні 2001 року Rediff.com придбала газету India Abroad.
У 2007 році була випущена мультимедійна платформа Rediff iShare. У 2010 році було запущено Rediffmail NG, поштовий сервіс для мобільних платформ. У 2012 році Rediff запустив свій Android-додаток для Rediff News.
У квітні 2016 року компанія вирішила припинити свою діяльність на біржі NASDAQ, посилаючись на високу вартість вимог до звітності, враховуючи її фінансовий стан.